# Kukuli
Kukuli (Quechua für „Weißflügeltaube“) ist ein peruanischer Spielfilm von Luis Figueroa Yábar, Eulogio Nishiyama und César Villanueva Dell'Agostini, der 1961 auf dem Internationalen Filmfestival (IFF) in Moskau uraufgeführt wurde. Er gilt als erster peruanischer Film und ist der erste Film, dessen Dialoge in Gänze auf Quechua gedreht sind, wobei es aber einen Spanisch sprechenden Erzähler gibt.

## Produktion
Der Film Kukuli nimmt am Anfang auf die Arbeiten des Anthropologen Efraín Morote Best aus Ayacucho Bezug, der in der Zeit der Produktion des Films an der Universidad Nacional de San Antonio Abad in Cusco lehrte, von 1950 bis 1958 die Zeitschrift Tradición leitete und über den Mythos Juan Oso forschte. Es handelte sich um den ersten Film überhaupt, der auf Quechua gedreht wurde. Die Dialoge des Films sind vollständig auf Cusco-Quechua gedreht und mit spanischen Untertiteln ergänzt. Die aus dem Off kommende Erzählerstimme ist dagegen auf Spanisch.

## Handlung
Die junge Frau Kukuli verliebt sich in den Bauernsohn Alaku, der sich wie sie auf dem Weg in die Stadt Paucartambo befindet. In der Stadt ermordet ein Bärentänzer im traditionellen Gewand des Ukuku den Geliebten Alaku, verschleppt Kukuli auf den Gipfel eines Berges und vergewaltigt sie. Bewohner von Paucartambo nehmen die Verfolgung auf und holen den Entführer auf dem Gipfel ein. Diesem gelingt es, mehrere Verfolger zu erschlagen, und danach ermordet er auch Kukuli. Schließlich töten die Dorfbewohner den Entführer, und beim Herabziehen der Maske zeigt sich, dass unter dem Gewand die Leiche eines leibhaftigen Andenbären steckt. In der letzten Szene sind zwei Lamas zu sehen, die sich liebkosen und als das ermordete Liebespaar interpretiert werden können.

## Kritik
In den Anden ist die Legende von Juan Oso (Ukukup wawan oder Ukuku uña), der als Sohn aus der Vereinigung eines Bären (Ukuku) mit einer von diesem entführten Frau hervorgeht, weit verbreitet. In diesen Erzählungen übertrifft der gemeinsame Sohn den Vater bald an Stärke und erschlägt ihn im Zweikampf. Die Handlung im Film Kukuli unterscheidet sich radikal von den traditionellen Erzählungen vom raubenden Bären (Oso raptor). So sieht Gabriela Martínez vom Centro Guaman Poma de Ayala in Cusco in dem hier geschilderten Bären eher eine Darstellung der spanischen Conquistadores und der von ihnen abstammenden Mestizen, welche die Indigenen ermordeten, das Land raubten und die Frauen vergewaltigten. Francisco Pizarro und seine mordenden Soldaten nehmen in der Quechua-Mythologie der Regionen Cusco und Ayacucho eine wichtige Rolle ein, sind aber nicht mit dem Bärenmythos verknüpft.

## Spätere Aufführungen
Die einzige Kopie des Films als Filmrolle soll sich nicht in Peru, sondern in Frankreich befinden. Nach Angaben des in Paris ansässigen peruanischen plastischen Künstlers Felipe López Mendoza wurde der Film am 12. Juli 2011 in einem Kino nahe der Sorbonne im Quartier Latin von Paris aufgeführt, wobei eine DVD verwendet wurde, die aus der genannten Kopie gefertigt wurde. Ebenso wurde sie einmal im Fernsehkanal Arte ausgestrahlt. Enrique González beklagt in der peruanischen Tageszeitung La República, dass es in Peru auch angesichts des fünfzigjährigen Jubiläums des Films keinerlei Interesse gebe und auch die Regierung sich nicht darum kümmere. Dies sei leider regelmäßig in vergleichbaren Situationen in Peru der Fall.